# FH-70
El  FH-70 (acrónimo de Field Howitzer for the 1970s, ‘obús de campaña para los años 1970’) es un obús remolcado de 155 mm desarrollado con la participación de Alemania, Reino Unido e Italia. La fabricación de obuses para estos 3 países fue de 212, 70 y 164 cañones respectivamente.
En el año 1963 algunas naciones de la OTAN acordaron la unificación de sus calibres y municiones de artillería mediante un Memorando de Entendimiento para la adopción de piezas de artillería del calibre estándar 155 mm, y que tuvieran un largo de 39 calibres, usándose como estándar el proyectil de uso en los Estados Unidos. Alemania y el Reino Unido iniciaron estudios de diseño y en 1968 establecieron las características operativas acordadas para un cañón de apoyo cercano remolcado de 155 mm.. Italia se unió al acuerdo en 1970.
Los requisitos clave del nuevo arma fueron:
- Una unidad de potencia auxiliar desmontable (APU).
- Un alcance de 24 km y 30 km con proyectil asistido.
- Capacidad de disparar salvas de 3 disparos en 15-20 segundos, 6 disparos por minuto durante un período corto y 2 disparos por minuto en fuego sostenido.
- Compatibilidad con todas las municiones de 155 mm en servicio en la OTAN, además de la nueva gama de municiones.

Las dos autoridades nacionales tenían la responsabilidad de la I + D y la compañía Vickers Ltd. era la coordinadora del diseño. Rheinmetall GmbH era responsable de la masa de elevación, incluidas las miras, y para la APU. Hubo un desglose adicional a un nivel más detallado y trabajo compartido de producción.
Tiene un poderoso cañón de 155 mm, con un alcance máximo de 24 km y 30 km con munición normal y con municiones propulsadas por cohetes respectivamente. También cuenta con un motor auxiliar (VW 2000 cm³ de gasolina, que le da una velocidad de 16 km/h), suficiente para realizar pequeños movimientos, viajes cortos o para colocarse rápidamente en posición. El motor se hace necesario debido a su peso.
Si Gran Bretaña fue el país líder para el desarrollo de la versión básica, Alemania dirigió la versión autopropulsada, diseñando la pieza llamada SP-70, montada sobre la base de una torreta instalada en el casco de un tanque, pero dio problemas el motor de propulsión, lo que unido al alto costo llevó a Alemania a salir del programa, que finalizó en 1987.
La intención era que el FH70 reemplazara el obús M114 de 155 mm fabricado por EE. UU. y equipara a los batallones de los regimientos de artillería divisional alemanes. En Gran Bretaña se quería que equipara a los regimientos del Ejército y del Ejército Territorial (TA) en sustitución del cañón de 5,5 pulgadas. Años después sustituyó también en los regimientos regulares al cañón L118.
Además de los tres socios originales, el arma es también utilizada por Japón, Arabia Saudí y Malasia, entre otros.

## Operadores

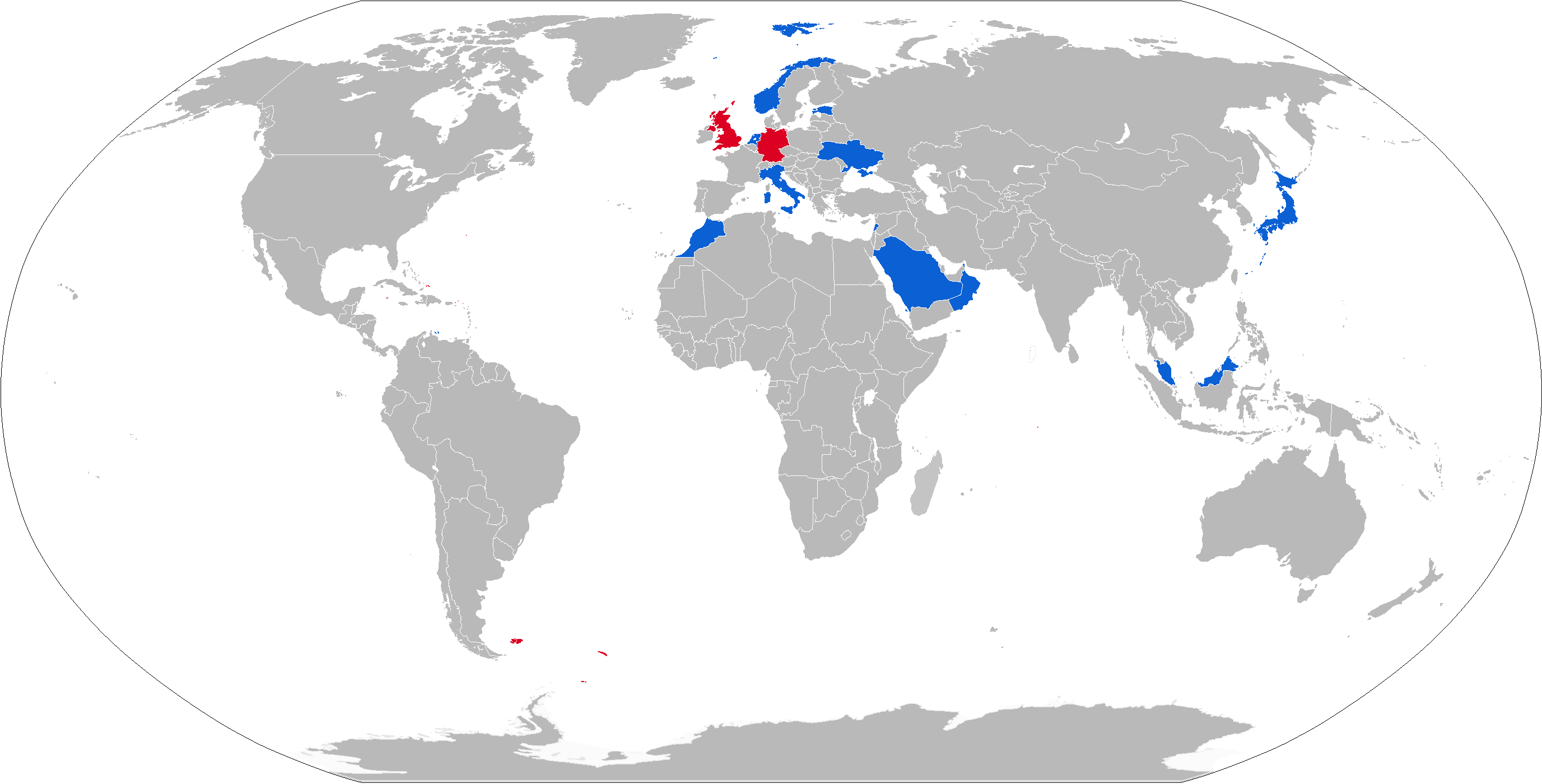
Operadores en activo.
Antiguos operadores.

- Alemania - 184
- Arabia Saudita - 72
- Estonia - 24
- Italia - 162
- Japón - 480
- Malasia - 12
- Marruecos - 30
- Omán - 12
- Países Bajos - 15
- Reino Unido - 67